# カーズトゥーン メーターの世界つくり話
『カーズトゥーン メーターの世界つくり話』（カーズトゥーン メーターのせかいつくりばなし、原題：Cars Toons: Mater's Tall Tales）は、カーズシリーズの登場人物であるメーターが主人公のスピンオフ短編作品。2008年以降に製作され、計7作（限定作品を含めると計11作）が存在する。監督はジョン・ラセター、ロブ・ギブス、ビクター・ナヴォーネ。
2011年4月20日にDVD、Blu-rayとして販売。

## 概要
物語はラジエーター・スプリングスでのメーターとマックィーンの会話から始まり、暗転、メーターのホラ話の世界が始まる。最後にはもう一度、メーターとマックィーンの会話に戻るが、その際にはつくり話に登場した人物や出来事が発生することで、ホラ話なのか本当の話なのかわからなくなるというオチで終わる。どのホラ話にも必ずマックィーンが出演している ほか、マックィーンのファンである双子のミアとティアもメーターのファンとして登場する。また、メーターのヘッドライトやボンネットが破損した理由もホラに吹き込まれている。

## 放送している局
- ディズニー・チャンネル

## かつて放送していた局
- テレビ東京のディズニータイムの枠内。
- ディズニーXD
- Dlife
- トゥーン・ディズニー

## 全エピソードを公開しているサイト
- disney.jp
- YouTube/ディズニー公式アカウント

## 放送時間
不定期。番組表に記載されず、ディズニー・コメディ・タイムのように他番組の余り時間に放送される。
2010年7月18日18:00～ディズニーXDのコルドロン終了後に放送された。

## サブタイトル
- 第1話 レスキューチーム メーター（"Rescue Squad Mater"）
- 第2話 メーター ザ・スタントカー（"Mater The Greater"）
- 第3話 闘牛士メーター（"El Materdor"）
- 第4話 メーターの東京レース（"Tokyo Mater"）
- 第5話 UFM 未確認飛行メーター（"Unidentified Flying Mater"）
- 第6話 ヘヴィメタルメーター（"Heavy Metal Mater"）
- 第7話 モンスタートラック メーター（"Monster Truck Mater"）

### DVD Blu-ray限定の未公開ストーリー
- 第8話 ムーン メーター（"Moon Mater"）
- 第9話 名探偵 メーター（"Mater Private Eye"）

### Disney.jp限定の未公開ストーリー
- 第10話 飛行機メーター（"Air Mater"）[4]
- 第11話 タイムトラベルメーター("Time Travel Mater")

## トリビア
- ライトニング・マックィーンの声は本編で担当したオーウェン・ウィルソンではなく、キース・ファーガソンが担当。
- グイドの日本語声優はデニーロ・デ・ジローラモ（フランス語版流用）とは別に、多田野曜平によるものである。
- ルイジの日本語声優はパンツェッタ・ジローラモではなく、多田野曜平が代役を担当。
- ジョージ・カーリンが2008年に死去した為、原語版のフィルモアの音声はカーズからの流用。
- 第4話はボルトの同時公開短編となった。また、モンスターズ・インクのマイク・ワゾウスキとジェームズ・P・サリバンがハリーハウゼン店内に登場した。
- カーズ本編は2009年12月4日に日本テレビ系列（テレビ大分除く）の金曜ロードショーで放送されたが、今シリーズはテレビ東京系列で放送した。また、2013年8月28日にはTBS系列の水曜プレミア「ターザン」の本編終了後にディズニー新作映画「プレーンズ」のPRとして「飛行機メーター」が放送された。

## 登場人物と声の出演
- メーター - ラリー・ザ・ケーブル・ガイ/山口智充
- ライトニング・マックィーン - キース・ファーガソン/土田大
- ルイジ - セリフ無し/多田野曜平
- グイド - グイド・カローニ/多田野曜平
- シェリフ - マイケル・ウォリス/池田勝
- フィルモア - ジョージ・カーリン（「カーズ」本編より音声流用）/八奈見乗児
- ミア - リンジー・コリンズ/吉田仁美
- ティア - エリッサ・ナイト/吉田仁美
- スキッパー（「飛行機メーター」のゲスト。のちに『プレーンズ』に主要キャラクターとして登場） - ステイシー・キーチ/石田太郎

この他にも楠見尚己などがゲスト出演している。